# Belonoglanis
Belonoglanis és un gènere de peixos pertanyent a la família dels amfílids i a l'ordre dels siluriformes.

## Etimologia
Belonoglanis deriva del nom del naturalista francès del segle XVI Pierre Belon i del mot grec glanis (peix gat).

## Hàbitat i distribució geogràfica
Es troba a Àfrica: la conca del riu Congo a la República Democràtica del Congo, la República Centreafricana i, possiblement també, la República del Congo, incloent-hi els rius Aruwimi, Itimbiri, Kasai, Kwilu, Lualaba, Tshuapa, Ubangui, Uele i els afluents del llac Pool Malebo.

## Cladograma
| Belonoglanis (Boulenger, 1902) | \| \| Belonoglanis brieni (Poll, 1959)[29] \| \| \| \| \| \| Belonoglanis tenuis (Boulenger, 1902)[28][30][31] \| \| \| \| |
|                                | \| \| Belonoglanis brieni (Poll, 1959)[29] \| \| \| \| \| \| Belonoglanis tenuis (Boulenger, 1902)[28][30][31] \| \| \| \| |
|                                | Andersonia |
|                                | |
|                                | Congoglanis |
|                                | |
|                                | Doumea |
|                                | |
|                                | Phractura |
|                                | |
|                                | Trachyglanis |
|                                | |
|                                | Belonoglanis brieni (Poll, 1959)                                                                                           |
|                                | |
|                                | Belonoglanis tenuis (Boulenger, 1902)                                                                                      |
|                                | |

|  | Belonoglanis brieni (Poll, 1959)      |
|  |                                       |
|  | Belonoglanis tenuis (Boulenger, 1902) |
|  |                                       |

## Estat de conservació
Tant Belonoglanis brieni com Belonoglanis tenuis apareixen a la Llista Vermella de la UICN a causa de la urbanització del llac Pool Malebo, la pesca per al consum humà, les aigües residuals i la toxicitat per plom provinent dels olis dels cotxes i el trànsit de vaixells. Tot i que encara hi són en gran nombre, la mida general de totes dues espècies és cada vegada més petita.